# انتشارات متن باز مجرمانه

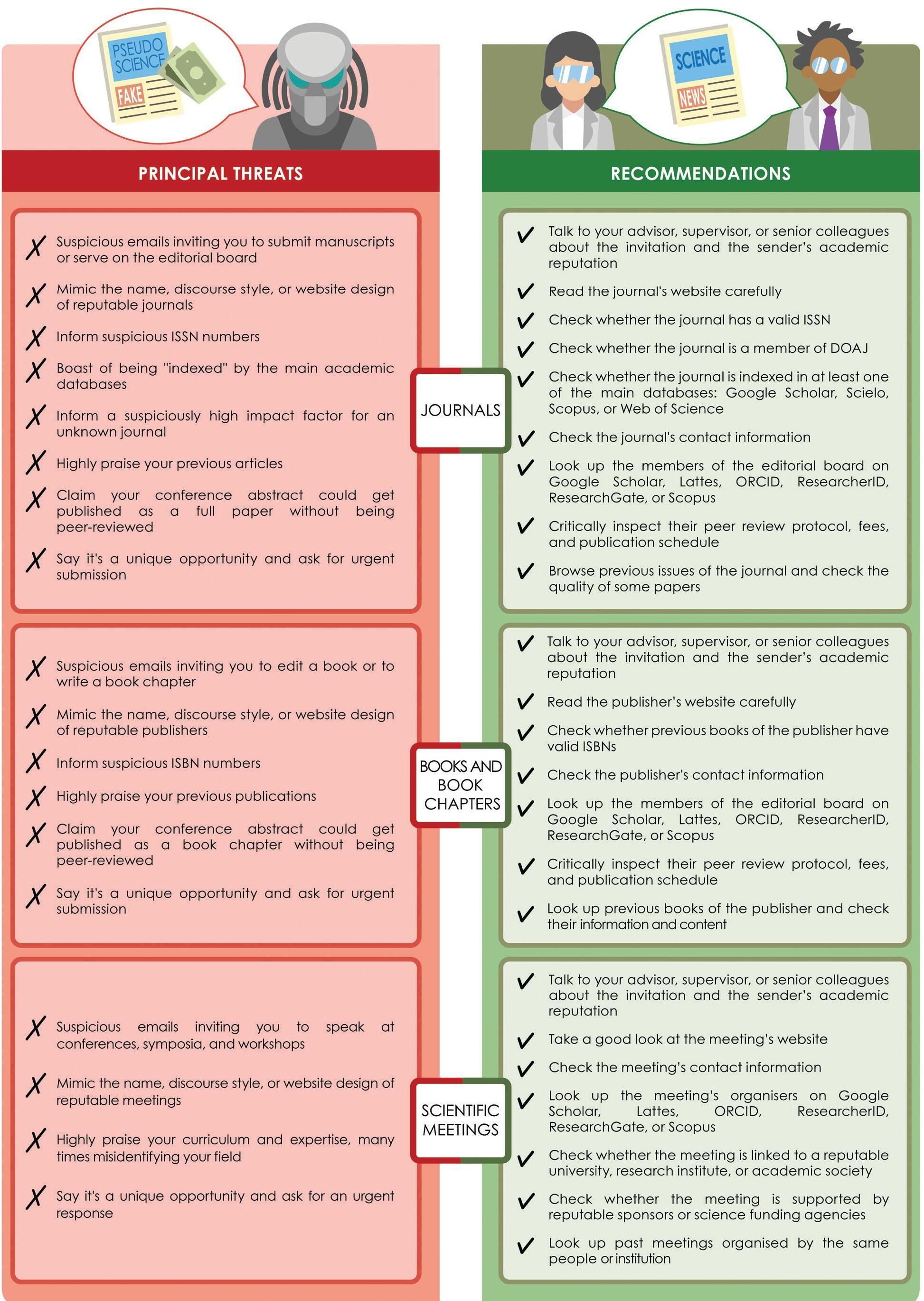
توصیه هایی برای شناسایی و اجتناب از تهدیدات اصلی ناشران استثمارگر مجلات، کتاب ها و همچنین برگزارکنندگان نشست های علمی استثمارگر.

در دنیای انتشارات آکادمیک، نشر مجرمانه یک مدل از انتشارات متن باز استثمارگرایانه است که شامل اخذ هزینه‌های نشر گزاف از نویسندهها بدون ارائه خدمات نشر مناسب یا سرویس‌های ادیتوریال (مانند داوری همسان مقاله) به آن هاست. لیست بیل (به انگلیسی: Beall's List) یک گزارش منظم است که توسط جفری بیل (به انگلیسی: Jeffrey Beall) تا ژانویه ۲۰۱۷، چهار شاخص برای دسته‌بندی و تشخیص انتشاراتی‌های مجرمانه مشخص نمود و و انتشارات‌های و ژورنال‌های مجرمی را که دارای این شاخص‌های بودند در لیستی منتشر نمود.

## تاریخچه
در ژوئیه ۲۰۰۸، مصاحبه‌های ریچارد پویندر (به انگلیسی: Richard Poynder) توجهات را به این نکته معطوف کرد که شرایطی ایجاد شده‌است که در آن ناشرین جدید می‌توانند از فرصت‌های آن بهره سوء ببرند. نگرانی‌ها دربارهٔ هرزنامه‌های ارسالی از طرف برخی ناشرین و مجلات متن باز منجر شد که ناشرین متن باز در سال ۲۰۰۸ اقدام به تأسیس انجمن ناشرین علمی متن باز نمایند. در یک اتفاق دیگر در سال ۲۰۰۹، کشف شد که یک مجله علمی مقالاتی را دوباره چاپ کرده که قبلاً در جاهای دیگر چاپ شده بود. این مسئله بعد از آن در مجله نیچر نیز درج گردید. در سال ۲۰۱۰ یک دانش‌آموخته دانشگاه کرنل (به انگلیسی: Cornell University) به نام فیل دیویس (به انگلیسی: Phil Davis) یک مقاله که شامل یکسری حروف بی‌معنی ساخته شده با کامپیوتر بود را برای یک مجله ارسال کرد و در کمال تعجب آن مجله برای چاپ آن مقاله به وی پذیرش داد که البته این مقاله بعداً توسط نویسنده بیرون کشیده شد.

### لیست بیل (به انگلیسی: Beall's List)
کتابدار و محقق دانشگاه کلورادو دنور (به انگلیسی: University of Colorado Denver) به نام جفری بیل که اصطلاح نشر مجرمانه (به انگلیسی: Predatory Publishing) را ساخته‌است، اولین لیست ناشرین مجرمانه را در سال ۲۰۱۰ منتشر نمود. بعد از دریافت تعداد زیادی دعوت نامه برای ارسال یک مقاله یا عضویت در هیئت تحریریه مجلات مختلف، وی شروع به تحقیق در مورد ناشرین متن باز نمود و «لیست بیل در مورد ناشرین متن باز مجرمانه» را منتشر نمود. در اوت ۲۰۱۲ او شاخص‌های ارزشیابی ناشرین را منتشر نمود. ویرایش دوم این لیست در دسامبر همان سال منتشر گردید. در فوریه سال ۲۰۱۳ او فرایندی را برای ناشرینی که نامشان در لیست بود و درخواست بازبینی داشتند برقرار نمود. وی همچنین در ۱۶ جون ۲۰۱۶ مقاله‌ای دیگر در مجله Nature به چاپ رساند با عنوان ژورنال‌های فیک: مانع از انتشار مطالب علمی از این مجلات متقلب شوید.
لیست بیل در تاریخ ۱۷ ژانویه ۲۰۱۷ بدون هیچ حرف قبلی از دسترس عموم خارج گردید و خروج این لیست از دسترس عموم تمامی مجامع علمی دنیا را شگفت زده کرد. مجله Science در رابطه با این اتفاق اینطور عنوان کرده‌است که سخنگوی دانشگاه Denver که محل کار آقای Beall است گفته که این تصمیم شخصی آقای Beall است. این سخنگو اضافه کرده که وبلاگ آقای Beall هک نشده‌است بلکه به دلیل تهدیدهایی که به ایشان شده‌است، وی تصمیم به خارج کردن این لیست از دسترس عموم کرده‌است و ایشان همچنان در سمت خود در دانشگاه دنور مشغول به کار هستند. مجله Nature هم دو روز بعد از خاموش شدن وبلاگ آقای Beall یک مقاله در این باره منتشر نموده و از قول سخنگوی دانشگاه دنور نوشت که آقای Beall هنوز در دانشگاه محل فعالیت خود مشغول به کار هستند اما به دلیل برخی تهدیدها و سیاست‌ها ایشان مجبور به خاموش کردن وبلاگ خود شدند. در همان تاریخ نیز لیست بیل به صورت آرشیو در دسترس عموم بود، اما پس از مدت کوتاهی این لیست در همان آدرس قبلی و به صورت دقیقتر و بهتری در دسترس قرار گرفت.
آقای جفری بیل در لیست خود عنوان می‌کند که دلایل و شاخص‌هایی که برای قرارگیری نام ناشرین یا مجلات در لیست او استفاده شده از سایت اخلاق نشر با نام کوپ (به انگلیسی: Committee on Publication Ethics: COPE) اقتباس شده‌است. سپس نویسنده در ادامه به برشمردن شاخص‌هایی می‌پردازد که باعث ورود نام ناشرین و مجلات به لیست مجرمانه شده‌اند که در ادامه این موارد را مرور می‌کنیم:
1. صاحب انتشارات به عنوان سردبیر یک یا همه مجلات آن مجموعه است.
2. اطلاعات آکادمیک اعضای هیئت تحریریه مجله مشخص نیست.
3. اعضای هیئت تحریریه گاهی کم است و بعضی اسامی ساختگی است.
4. با اینکه ژورنال خود را اینترنشنال معرفی کرده ولی اعضای هیئت تحریریه تنوع جغرافیایی ندارد.
5. ناشر دارای قوانین انتشاراتی شفاف نیست.
6. ناشر شرایط کاری را در مجموعه خود ایجاد می‌کند که بر پایه حرص و طمع مالی بی حد و اندازه است، حتی صاحب انتشارات شاید موفقیت‌های مالی نیز با چند مجله خود داشته باشد ولی به مسائل اخلاقی بیزینس کاملاً بی‌توجه است.
7. ناشر گزینه‌ای به نام “Fast-Track” یا داوری سریع دارد در سایت خود ایجاد کرده‌است که اساس آن بر پایه پول است و معمولاً نویسندگانی که از این گزینه استفاده کرده و این پول را به ناشر می‌پردازند تاحدودی اکسپت مقاله خود را تضمین می‌نمایند.
8. ناشر تظاهر می‌کند که در کشورهای غربی فعالیت دارد اما در واقع در کشورهای در حال توسعه کار می‌کند؛ مثلاً در سایت ناشر آدرس تماس از یک کشور آمریکایی یا اروپایی است ولی ناشر در واقع در یک کشور در حال توسعه در حال فعالیت است.
9. در صفحه تماس با ما فقط یک فرم تماس اینترنتی وجود دارد که محل دقیق ناشر را فاش نمی‌کند.
10. ناشر به‌طور ویژه‌ای بر روی هزینه انتشار مقاله (article processing fee) تمرکز دارد ولی هیچ سرویسی ویژه و خاصی در قبال این هزینه به نویسندگان نمی‌دهد و فقط مقاله آنها را چاپ می‌نماید و حتی هیچ تلاشی برای بررسی دقیق و داوری علمی مقاله سابمیت شده نمی‌کند.
11. هیچ سیاستی برای حفظ دیجیتالی مقالات وجود ندارد یعنی اگر سایت مجله خاموش شود تمامی مطالب برای همیشه از بین می‌روند.
12. معمولاً تمامی مجلات یک ناشر شکل و طرح یکسان دارند و حتی اطلاعاتی مانند راهنمای نویسندگان در تمامی مجلات یکی است.
13. اطلاعات کامل و شفافی در مورد هزینه‌هایی که نویسندگان باید به مجله بپردازند وجود ندارد و دقیقاً مشخص نیست که این هزینه‌ها را نویسندگان به چه حسابی واریز می‌کنند و این هزینه‌ها صرف چه مواردی در مجله می‌شود.
14. در وبسایت مجلات خیلی زیاد بر اینکه مجله مثلاً در تامسون رویترز یا جاهای دیگری نمایه است مانور داده می‌شود.
15. ناشر از ایمیل‌های گروهی اسپم برای جذب نویسنده استفاده می‌نماید.
16. ناشر از داوران بدون تخصص برای داوری مقالات استفاده می‌کند و معمولاً کامنت‌ها یکسان است و برای مقالات مختلف از یک مدل کامنت استفاده می‌شود و تخصص داوران انتخاب شده با فیلد مقاله همخوانی ندارد.
17. موارد بسیاری از پلاژیاریسم نویسندگان و پلاژیاریسم متون را می‌توان در این مجلات پیدا کرد.
18. در طی مراحل سابمیشن از نویسنده خواسته می‌شود که داور یا داورانی را برای داوری مقاله خود معرفی نمایند که راه را برای داوری‌های غیرواقعی باز می‌نماید زیرا نظارتی بر کامنت‌های گذاشته شده بر روی مقالات بعد از داوری انجام نمی‌گیرد.
19. ناشر اطلاعات سایت خود را از سایت سایر ناشرین معتبر کپی می‌نماید. حتی شکل پی‌دی‌اف و سایت مجله نیز می‌تواند از ناشرین دیگر کپی برداری شده باشد.
20. ناشر معمولاً نام‌های عمومی برای مجلات خود انتخاب می‌کنند تا بتوانند حجم زیادی از مقالات را تحت پوشش گرفته و نرخ سابمیشن خود را بالا ببرند و پول بیشتری به دست بیاورند؛ مثلاً Journal of International Medicine
21. سایت ناشر ضعیف است، مثلاً دارای لینک‌های خراب است یا از عکس‌هایی در سایت ناشر استفاده شده که از اینترنت به دست آورده شده‌اند و هیچ گونه کپی رایتی برای آن رعایت نشده‌است.
22. ناشر برای Retraction یا Correction مقالات سیاست واضحی در سایت خود ندارد و اگر مقاله‌ای را Retract کند بدون ذکر دلیل مناسب این کار را انجام می‌دهد.
23. ناشر از تبلیغات غیرواقعی مثلاً برای چاپ سریع یا داوری خیلی سریع در مجلات خود استفاده می‌کند.
24. شواهدی هست که نشان می‌دهد پروسه داوری Peer review در این مجلات واجد شرایط استاندارد علمی نیست.